# Grevillea mucronulata
Grevillea mucronulata är en tvåhjärtbladig växtart som beskrevs av Robert Brown. Grevillea mucronulata ingår i släktet Grevillea och familjen Proteaceae. Inga underarter finns listade i Catalogue of Life.